# Pentaclorofenol
El pentaclorofenol (PCP) és un compost organoclorat emprat com a pesticida i desinfectant. Va ser produït per primer cop als anys trenta, i va ser comercialitzat sota diferents noms. Es pot trobar en estat pur com en forma de sal sòdica, la qual es dissol fàcilment en aigua.
Es pot produir mitjançant la cloració del fenol en presència d'un catalitzador d'alumini o triclor de ferro i a una temperatura propera als 200 °C.
El PCP s'ha utilitzat com a herbicida, insecticida, fungicida i d'altres. Però el seu ús ha decaigut moltíssim degut a la seva alta toxicitat i la seva poca biodegradació.